# نيكول دينيسي
نيكول دينيسي (بالفرنسية: Nicole Denise)‏ هي منافسة ألعاب القوى فرنسية، ولدت في 11 مايو 1949.

## وصلات خارجية
- نيكول دينيسي على موقع أوليمبيديا (الإنجليزية)